# 汞非林
汞非林是一种有機汞的利尿剂，在室温下为白色或黄色的无气味粉末，它曾被用作药物，并以注射剂或片剂的形式给药。
它通过皮下、腹膜内和静脉注射时有毒，静脉注射会导致心率失常。长时间口服注射会导致胃肠道刺激和肾脏损害。